# СХ614
СХ-614 — речовина класу ампакінів, синтезована фірмою Cortex Pharmaceuticals. Основним механізмом дії вважається вплив на АМРА-рецептори (активація завдяки невідомому механізму при короткотривалій дії, або пригнічення при довготривалій).
Застосування СХ-614 призводить до різкої активізації синтезу нейротрофного фактору мозку (BDNF), який здійснює значний вплив на синаптичну пластичність. Завдяки цьому СХ-614 потенційно може бути використаним для терапії нейродегенеративних хвороб (хвороба Паркінсона, хвороба Альцгеймера).
Введення СХ-614 у зовнішньоклітинне середовище призводить долокальної активізації трансляції РНК в дендритах; цей процес залежить від концентрації та активності BDNF.
Окрім того, СХ-614 вважається перспективним засобом терапії таких психологічних розладів, як депресія та шизофренія, але, з огляду на пригнічення рецепторної активності при довготривалому використанні, навряд чи знайде широке застосування в цій сфері.
Іншою перспективною особливістю СХ-614 в терапевтичному плані є здатність речовини полегшувати поведінкові розлади, виниклі внаслідок хронічного вживання амфетамінів (показано в дослідах на мишах).